# Властелинът на пръстените (филмова поредица)
„Властелинът на пръстените“ (на английски: The Lord of the Rings) е трилогия от епични фентъзи приключенски филми, режисирани от Питър Джаксън, базирани на едноименния роман от Дж. Р. Р. Толкин. Филмите са озаглавени идентично на трите тома на романа: „Задругата на пръстена“ (2001), „Двете кули“ (2002) и „Завръщането на краля“ (2003). Продуцирани и разпространявани от Ню Лайн Синема в копродукция с УингНът Филмс, филмите включват следния актьорски състав Илайджа Ууд, Иън Маккелън, Лив Тайлър, Виго Мортенсен, Шон Остин, Кейт Бланшет, Джон Рийс-Дейвис, Кристофър Лий, Били Бойд, Доминик Монахан, Орландо Блум, Хюго Уивинг, Анди Съркис и Шон Бийн.
Разположен в измисления свят на Средната земя, филмите проследяват хобита Фродо Бегинс, докато той и задругата на пръстена се впускат в мисията да унищожат Единствения пръстен, за да победят създателя му, Тъмния лорд Саурон. Задругата в крайна сметка се разделя и Фродо продължава мисията с верния си спътник Сам и коварния Ам-гъл. Междувременно Арагорн, наследник в изгнание на трона на Гондор, заедно с елфа Леголас, джуджето Гимли, Мери, Пипин, Боромир и магьосника Гандалф се обединяват, за да спасят Свободните народи на Средната земя от силите на Саурон и да ги съберат във войната на пръстена, за да помогнат на Фродо, като отвлекат вниманието на Саурон.
Трите филма са заснети едновременно в родната на Джаксън Нова Зеландия от 11 октомври 1999 г. до 22 декември 2000 г., с последващи снимки от 2001 до 2003 г. Това е един от най-големите и амбициозни филмови проекти, предприемани някога, с бюджет от 281 милиона долара (еквивалентно на 514 милиона долара през 2023 г.). Премиерата на първия филм от поредицата е в Одеон Лесистър Скуеър в Лондон на 10 декември 2001 г.; премиерата на втория филм в Зигфелд Тиътър в Ню Йорк на 5 декември 2002 г.; премиерата на третия филм е в Ембаси Тиътър в Уелингтън на 1 декември 2003 г. Разширено издание на всеки филм е пуснато на домашно видео година след пускането му в кината.
„Властелинът на пръстените“ е широко смятана за една от най-великите и влиятелни филмови поредици, правени някога. Има голям финансов успех и е сред най-печелившите филмови поредици на всички времена, като печели над 2,9 милиарда долара в световен мащаб. Тяхната вярност към изворния материал е предмет на дискусия. Поредицата получава множество отличия, печелвайки 17 награди Оскар от общо 30 номинации, включително най-добър филм за „Завръщането на краля“. През 2021 г. Библиотеката на Конгреса избира „Задругата на пръстена“ за съхранение в Националния филмов регистър на САЩ, тъй като е „културно, исторически или естетически значим“.

## Филми
| Премиера            | Филм                                               | Бюджет (млн. USD) | Приходи (млн. USD) |
| ------------------- | -------------------------------------------------- | ----------------- | ------------------ |
| 10 декември 2001 г. | „Властелинът на пръстените: Задругата на пръстена“ | 93                | 872                |
| 5 декември 2002 г.  | „Властелинът на пръстените: Двете кули“            | 94                | 926                |
| 1 декември 2003 г.  | „Властелинът на пръстените: Завръщането на краля“  | 94                | 1120               |